# Cosmoscarta fuscoapicalis
Cosmoscarta fuscoapicalis är en insektsart som beskrevs av Kato 1928. Cosmoscarta fuscoapicalis ingår i släktet Cosmoscarta och familjen spottstritar. Inga underarter finns listade i Catalogue of Life.